# 刘诜 (元朝)
刘诜（1268年—1350年），字桂翁，号桂隐，元朝吉安庐陵（今江西吉安市）人。
刘诜聪颖明悟，幼年丧父。十二岁，就能写文章。二十岁后，以教学为业。成年后以师道自居，教学有法。江南行御史台多次把他作为遗逸推荐，但是没有任官。他钻研六经，吸收诸子百家，写文章能融会古今，而不露其踔厉风发的风格。四方求文之人每天都要登门。去世后，私谥文敏。有诗文集《桂隐集》。至正十年，年八十三岁时去世。